# AiRUnion
AiRUnion was een Russische luchtvaartalliantie, die in 2004 is opgericht door vijf Russische luchtvaartmaatschappijen onder de naam AirBridge Zrt. De naam AiRUnion werd pas in 2005 voor het eerst gebruikt en geregistreerd als merk.
AiRUnion is na Aeroflot en S7 Airlines de grootste luchtvaartmaatschappij in Rusland met een vloot van meer dan 100 vliegtuigen. De Russische overheid heeft in mei 2006 toestemming gegeven voor een volledige fusie, waarbij de staat een aandeel in de nieuw te vormen luchtvaartmaatschappij krijgt. AiRUnion zou daarmee de tweede nationale maatschappij van Rusland worden.
In 2008 kwam het bedrijf in financiële crisis, en kwam het in staatshanden. Na het failliet heeft het een doorstart gemaakt onder de vlag en naam Rossiya Russian Airlines.

## Leden
- KrasAir (Krasnojarsk)
- Omskavia (Omsk)
- Samara Airlines (Samara)
- Domodedovo Airlines (Moskou)
- Sibaviatrans (Krasnojarsk)